# أغوستين غونزاليس
أغوستين غونزاليس (بالإسبانية: Agustín González)‏ هو ممثل إسباني، ولد في 24 مارس 1930 بمدريد في إسبانيا، وتوفي بنفس المكان في 16 يناير 2005 بسبب ذات الرئة. من الجوائز التي نالها ميدالية الاستحقاق الذهبية في الفنون الجميلة (إسبانيا) سنة 1983.

## أعمال

### أفلام
- (1982) البدء من جديد[4]
- (1992) بيل إيبوكيه[5]

## جوائز
- ميدالية الاستحقاق الذهبية في الفنون الجميلة (إسبانيا) (1983)

## وصلات خارجية
- أغوستين غونزاليس على موقع IMDb (الإنجليزية)
- أغوستين غونزاليس على موقع ألو سيني (الفرنسية)
- أغوستين غونزاليس على موقع أول موفي (الإنجليزية)
- أغوستين غونزاليس على موقع قاعدة بيانات الأفلام السويدية (السويدية)
- أغوستين غونزاليس على موقع قاعدة بيانات الفيلم (الإنجليزية)
- أغوستين غونزاليس على موقع كينوبويسك (الروسية)